# 杜国庠
杜國庠（1889年－1961年），中國學者，汕頭市澄海區莲上鎮兰苑村人，中國共產黨員。
日本東京早稻田大學出身，曾任北京大學教授、廣東省人民政府文化廳廳長等職，著作輯為《杜國庠文集》。